# ردماین
ردماین (به انگلیسی: Redmine) یک نرم‌افزار آزاد و متن‌باز، مدیریت پروژه و گزارش‌ها پروژه تحت وب می‌باشد. به کاربران اجازه می‌دهد که پروژه‌های متعددی و زیر مجموعه پروژه‌ها خود را مدیریت کنند. در پروژه‌های خود می‌توانید ویکی و انجمن، ردگیری زمان (به انگلیسی: time tracking) و انعطاف‌پذیر (به انگلیسی: flexible) ، کنترل بر سطح دسترسی‌ها داشته باشید. این شامل یک تقویم و نمودار گانت برای کمک به نمایش تصویری از پروژه‌ها و ددلاین‌ها می‌باشد.
ردماین به سیستم مدیریت نسخه ادغام شده و شامل یک مخزن کنترل و تفاوت نسخه می‌باشد.
طراحی ردماین به‌طور قابل توجهی تأثیر گرفته از ترک، یک بسته نرم‌افزاری با برخی امکانات مشابه می‌باشد.
ردماین با استفاده از چارچوب روبی آن ریلز نوشته شده‌است، و به صورت چندسکویی (به انگلیسی: Cross-platform) و چند پایگاه داده (به انگلیسی: Cross-database) می‌باشد و ۴۹ زبان از جمله فارسی را نیز پشتیبانی می‌کند.

## ویژگی‌ها
برخی از ویژگی‌های اصلی ردماین عبارت است از:
- حمایت از پروژه‌های چندگانه:
  - می‌توان تمام پروژه‌های خود را با یک نمونه ردماین مدیریت کرد.
  - هر کاربر می‌تواند نقش متمایزی در هر یک از پروژه‌ها داشته باشد.
  - هر پروژه می‌تواند عمومی (قابل مشاهده توسط هر کسی) یا خصوصی (قابل مشاهده برای افراد خاصی) باشد.
  - ماژول‌ها در سطوح مختلف می‌توانند فعال و غیرفعال شوند.
- قوانین کنترل پذیر بر اساس دسترسی
  - با تعریف نقش خود، سطح دسترسی تنظیم می‌شود.
- پشتیبانی از پروژه‌های فرعی چندگانه
  - می‌توان قسمت‌هایی از پروژه را که از پروژه اصلی است به یکدیگر مرتبط کرد.
- انعطاف‌پذیری سیستم پشتیبانی
  - شما وضعیت و انواع موضوع مرتبط به خود را تعریف می‌کنید.
  - برای هر موضوع و نقشی از طریق رابط مدیریتی مبتنی بر وب گردش کار جریان پیدا می‌کند. (در هنگام نصب برنامه می‌توان پیش فرض‌هایی تعیین کرد)
- نمودار گانت و تقویم
  - نمودار گانت به صورت خودکار و تقویم بر اساس تاریخ شروع و پایان موضوع تعیین می‌شود.
- اخبار، مستندات و مدیریت فایل‌ها
- خبرخوانها و اعلان ایمیل
- میانگین پست‌های ویکی در طول پروژه
- میانگین پست‌های انجمن‌ها در طول پروژه
- قابلیت زمانبندی و پیگیری آن
  - زمانبندی برای هر پروژه مشخص می‌شود.
  - گزارش ساده‌ای از زمان بر اساس کاربران، موضوع، طبقه‌بندی یا فعالیت‌ها می‌تواند برای مشاهده فراهم کند.
- امکان سفارشی سازی براساس مسائل، ورودی‌ها متفاوت، پروژه‌ها و کاربران
- پشتیبانی از یکپارچه سازی طیف وسیعی از ادغام SCM، از جمله (SVN، CVS، Git، Mercurial, Bazaar و Darcs)
  - نحوه نمایش منوها را می‌توان به دلخواه تعیین کرد.
  - منابع موجود را می‌توان به هر یک از پروژه‌های ردماین متصل کرد.
- امکان ساخت ایمیل
- پشتیبانی از تشخیص هویت LDAPال‌دپ چندگانه
- پشتیبانی از ثبت نام مستقل کاربران
  - به صورت اختیاری شما می‌توانید به کاربران اجازه ثبت نام آنلاین دهید.
  - سه روش فعال سازی حساب کاربری در دسترس است: اتوماتیک (بدون تاییدیه مورد نیاز)، دستی (توسط مدیران) یا از طریق ارسال ایمیل.
- پشتیبانی از ۴۹ زبان[۵]
- پشتیبانی از پایگاه داده‌های متعدد
  - ردماین از طریق پایگاه داده‌های مای‌اس‌کیوال، پستگرس‌کیوال و اس‌کیوال لایت اجرا می‌شود

## افتخارات
طبق گزارش‌ها ردماین بیش از ۸۰ مؤسسه معروف در سراسر جهان از این نرم‌افزار استفاده می‌کنند. در میان کاربران روبی مورد استفاده است. ردماین محبوب‌ترین نرم‌افزار متن باز مدیریت و برنامه‌ریزی پروژه است.